# Стара Пустошка
Стара Пустошка (рос. Старая Пустошка) — присілок в Пустошкинському районі Псковської області Російської Федерації.
Населення становить 102 особи. Входить до складу муніципального утворення Пригородна волость.

## Історія
Від 2015 року входить до складу муніципального утворення Пригородна волость.

## Населення
| 2002 | 2010 |
| ---- | ---- |
| 126  | ↘102 |